# Công thức tang góc chia đôi
Trong lượng giác, công thức tang góc chia đôi biểu diễn quan hệ giữa các hàm lượng giác của một góc với tang của một nửa góc đó:
{\displaystyle \tan {\tfrac {1}{2}}\theta ={\frac {\sin \theta }{1+\cos \theta }}={\frac {1-\cos \theta }{\sin \theta }}.}

## Các dạng khác

Chứng minh bằng hình học công thức tang góc chia đôi

Cạnh hình thoi bằng 1, góc ngoài α. Góc phân giác là α/2, by symmetry. Từ hình vẽ ta có tan(α/2) = sin α/(1 + cos α).

{\displaystyle {\begin{aligned}\tan \left({\frac {\alpha +\beta }{2}}\right)&={\frac {\sin \alpha +\sin \beta }{\cos \alpha +\cos \beta }},\\[10pt]\tan \left({\frac {\varphi }{2}}+{\frac {\pi }{4}}\right)&=\tan \varphi +\sec \varphi ,\\[10pt]{\sqrt {\frac {1-\sin \theta }{1+\sin \theta }}}&={\frac {1-\tan(\theta /2)}{1+\tan(\theta /2)}}.\end{aligned}}}
{\displaystyle \tan {\tfrac {1}{2}}\theta ={\frac {\tan \theta }{1+{\sqrt {1+\tan ^{2}\theta }}}},\quad \theta \in \left(-{\tfrac {\pi }{2}},{\tfrac {\pi }{2}}\right).}

## Phép thế Weierstrass
Trong nhiều bài toán lượng giác, công thức tang góc chia đôi rất có ích trong vi tích phân và bài toán tìm nguyên hàm.
Công thức được xây dựng bằng phương pháp hình học như sau: qua điểm (cos φ, sin φ) trên đường tròn đơn vị, kẻ đường thẳng đi qua điểm (−1,0), cắt trục Oy tại điểm có tung độ y = t. Có thể chứng minh bằng hình học rằng t = tan(φ/2), do đó phương trình của đường thẳng này là y = (1 + x)t. Điều này cho phép ta viết được các công thức bên dưới theo t.
Ngoài ra tham số t còn đại diện cho phép chiếu lập thể của điểm (cos φ, sin φ) lên trục Oy với tâm chiếu là (−1,0). Từ đó ta có
| {\displaystyle \cos \varphi ={\frac {1-t^{2}}{1+t^{2}}},} |  | {\displaystyle \sin \varphi ={\frac {2t}{1+t^{2}}},} |
| {\displaystyle \tan \varphi ={\frac {2t}{1-t^{2}}},}      |  | {\displaystyle \cot \varphi ={\frac {1-t^{2}}{2t}},} |
| {\displaystyle \sec \varphi ={\frac {1+t^{2}}{1-t^{2}}},} |  | {\displaystyle \csc \varphi ={\frac {1+t^{2}}{2t}},} |

và
{\displaystyle e^{i\varphi }={\frac {1+it}{1-it}},}
 
{\displaystyle e^{-i\varphi }={\frac {1-it}{1+it}}.}
Biến đổi từ các công thức trên, ta có mối liên quan giữa lôgarit tự nhiên và arctang như sau
{\displaystyle \tan ^{-1}t={\frac {1}{2i}}\ln {\frac {1+it}{1-it}}.}
Trong vi tích phân, phép thế Weierstrass được dùng để tìm nguyên hàm của hàm phân thức đối với sin(φ) và  cos(φ). Sau khi đặt
{\displaystyle t=\tan {\tfrac {1}{2}}\varphi .}
Ta có
{\displaystyle \varphi =2\arctan t,\,}
và do đó
{\displaystyle d\varphi ={{2\,dt} \over {1+t^{2}}}.}

## Trong hàm hyperbolic
Tương tự đối với hàm hyperbolic, khi chiếu một điểm trên nhánh phải của một hyperbol có tọa độ  (cosh θ, sinh θ) lên trục Oy qua tâm chiếu (−1, 0) ta có:
{\displaystyle t=\tanh {\tfrac {1}{2}}\theta ={\frac {\sinh \theta }{\cosh \theta +1}}={\frac {\cosh \theta -1}{\sinh \theta }}}
với 
| {\displaystyle \cosh \theta ={\frac {1+t^{2}}{1-t^{2}}},}            |  | {\displaystyle \sinh \theta ={\frac {2t}{1-t^{2}}},}            |
| {\displaystyle \tanh \theta ={\frac {2t}{1+t^{2}}},}                 |  | {\displaystyle \coth \theta ={\frac {1+t^{2}}{2t}},}            |
| {\displaystyle \mathrm {sech} \,\theta ={\frac {1-t^{2}}{1+t^{2}}},} |  | {\displaystyle \mathrm {csch} \,\theta ={\frac {1-t^{2}}{2t}},} |

và
| {\displaystyle e^{\theta }={\frac {1+t}{1-t}},} |  | {\displaystyle e^{-\theta }={\frac {1-t}{1+t}}.} |

Phép thế này được giới thiệu bởi Karl Weierstrass trong việc tìm nguyên hàm.
Các công thức trên khi biến đổi sẽ cho ta mối liên quan giữa lôgarit tự nhiên và arctanh:
{\displaystyle \tanh ^{-1}t={\frac {1}{2}}\ln {\frac {1+t}{1-t}}.}

## Hàm Gudermannian
Nếu đặt
{\displaystyle t=\tan {\tfrac {1}{2}}\varphi =\tanh {\tfrac {1}{2}}\theta }
thì
{\displaystyle \varphi =2\tan ^{-1}\tanh {\tfrac {1}{2}}\theta \equiv \mathrm {gd} \,\theta .}
Hàm gd(θ) được gọi là hàm Gudermannian. Hàm Gudermannian cho ta mối quan hệ giữa hàm lượng giác và hàm hyperbolic.